# Autocharis marginata
Autocharis marginata là một loài bướm đêm trong họ Crambidae.